# Edson Henrique
Edson, właśc. Edson Henrique da Silva (ur. 6 lipca 1987 w Itaquitinga, w stanie Pernambuco, Brazylia) – brazylijski piłkarz, grający na pozycji centralnego obrońcy.

## Kariera klubowa
Jest wychowankiem klubu SER Caxias. W 2007 rozpoczął karierę piłkarską w Figueirense. Od 2007 do 2012 występował na zasadach wypożyczenia w klubach CF Os Belenenses, Académica Coimbra, Rio Ave FC, Botafogo i União Leiria. W latach 2013–2016 grał w chorwackim NK Slaven Belupo. W 2016 roku wyjechał do Iranu i grał w Maszin Sazi, a w 2017 trafił do klubu Gostaresz Fulad.

## Sukcesy i odznaczenia

### Sukcesy klubowe
- mistrz Campeonato Catarinense: 2006
- finalista Pucharu Brazylii: 2007
- mistrz Campeonato Carioca: 2011